# 刘小兵
刘小兵（1966年8月—），江西吉安人，汉族，中国国民党革命委员会成员。中华人民共和国政治人物、第十三届全国人民代表大会上海地区代表。上海财经大学公共经济与管理学院院长。

## 生平
2018年2月24日，当选为第十三届全国人大代表。